# Tonbeh
Tonbeh (persiska: Tonb Tūch, تنبه, تم گوهر, تمب گوهر, توم گوهر) är en ort i Iran.   Den ligger i provinsen Hormozgan, i den sydöstra delen av landet, 1 100 km sydost om huvudstaden Teheran. Tonbeh ligger 17 meter över havet och antalet invånare är 470.
Terrängen runt Tonbeh är platt. Runt Tonbeh är det ganska glesbefolkat, med 25 invånare per kvadratkilometer. Närmaste större samhälle är Mīnāb, 8,7 km öster om Tonbeh. Omgivningarna runt Tonbeh är i huvudsak ett öppet busklandskap.